# Mariendisteln
Die Mariendisteln (Silybum) sind eine Pflanzengattung in der Unterfamilie Carduoideae innerhalb der Familie der Korbblütler (Asteraceae).

## Beschreibung

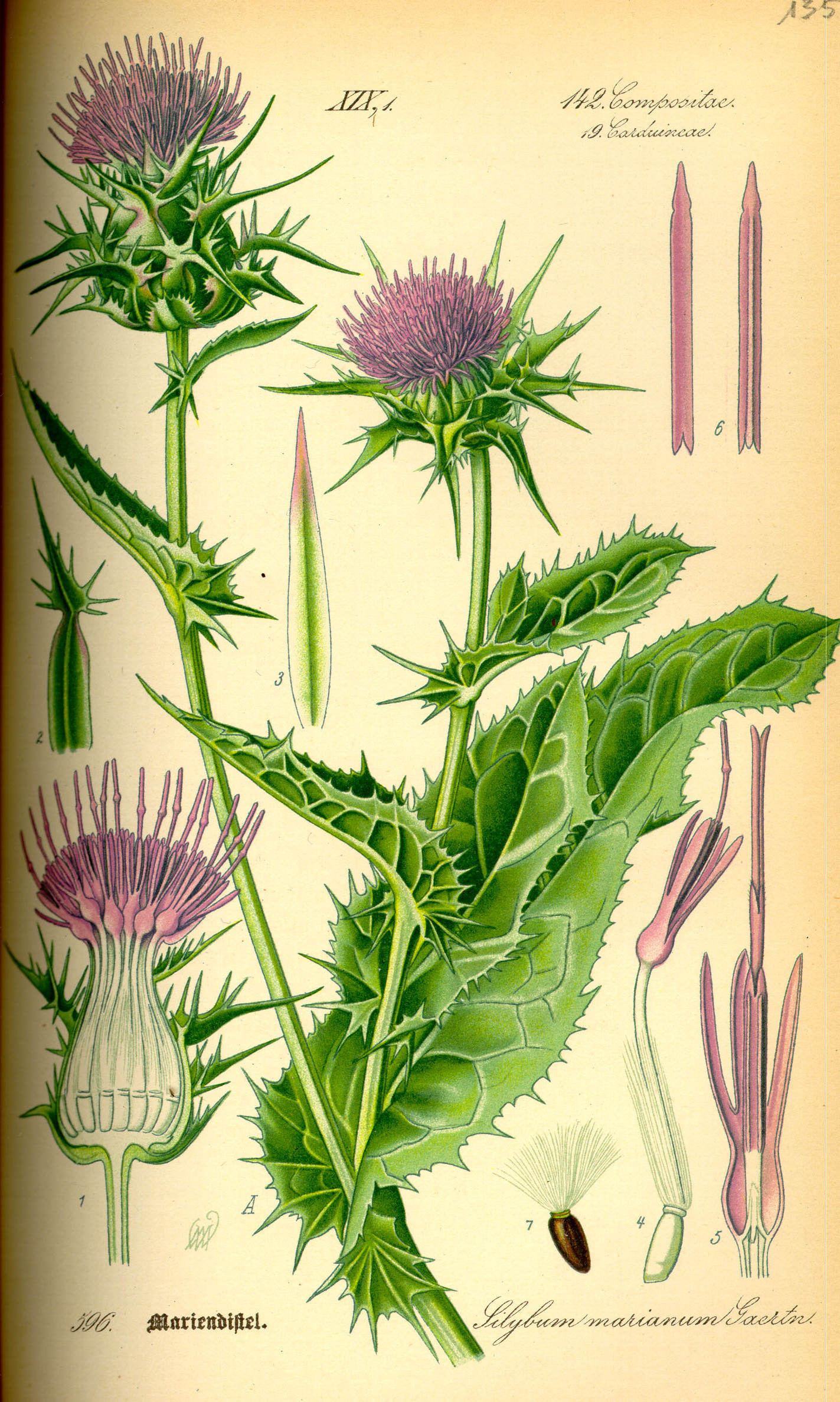
Illustration der Mariendistel (Silybum marianum)

### Vegetative Merkmale
Bei Silybum-Arten handelt sich um aufrecht wachsende, ein- bis zweijährige krautige Pflanzen, die Wuchshöhen von 15 bis 300 Zentimetern erreichen.
Ihre wechselständigen Laubblätter sind am Rand kräftig dornig gezähnt. Die Grundblätter und die unteren Stängelblätter sind gestielt, die mittleren und oberen Stängelblätter sitzend.

### Generative Merkmale
Die großen körbchenförmigen Blütenstände stehen einzeln und endständig. Es sind vier bis sechs Reihen Hüllblätter vorhanden. Die Hüllblattanhängsel sind groß, blattartig, rundlich bis lanzettlich, am Rand dornig gezähnt und in einen langen Dorn auslaufend. Der Korbboden ist dicht mit weißen Borsten bedeckt, aber es sind keine Spreublätter vorhanden. Die Blütenkörbe enthalten nur 25 bis 100 radiärsymmetrische Röhrenblüten; sie sind rosa- bis purpurfarben. Die Staubfäden sind zu einer Röhre verwachsen.
Die Achänen sind nicht gerippt. Der zweireihige Pappus besteht aus langen äußeren und kurzen inneren, am Grund miteinander verbundenen, rauen Haaren.

## Systematik, Verbreitung und Nutzung
Die Gattung Silybum umfasst nur zwei Arten:
- Silybum eburneum Coss. & Durieu, beheimatet in Spanien, Marokko, Algerien und Tunesien.[2]
- Mariendistel (Silybum marianum) (L.) Gaertn., Syn. Carduus marianus L., verbreitet vom Mittelmeerraum ostwärts bis Pakistan.[2][3] Sie wird als Zier- und Heilpflanze angebaut und ist heute unter anderem in Teilen Nordamerikas und Südamerikas eingebürgert. Als unbeständige Verwilderung tritt sie auch in vielen Ländern Mittel- und Nordeuropas auf.[2] Die Chromosomenzahl beträgt 2n = 34.[4]